# لي بورتاليت
لي بورتاليت (بالإنجليزية: Le Portalet)‏ هو أحد جبال سلسلة كتلة مونت بلاك وجزء من القمة الأم يقع في كانتون فاليز، سويسرا. يبلغ ارتفاع الجبل حوالي 3344 متر، بينما يبلغ ارتفاع نتوء الجبل 177 متر.